# Пламен Павлов
Пламен Христов Павлов е български историк, поет, публицист, телевизионен водещ.

## Биография
Роден е на 12 юли 1958 г. в село Пейчиново, община Бяла, област Русе в семейство на учители. От 1962 г. живее в Русе, където завършва средното си образование. През 1978 – 1982 г. завършва история във Великотърновския университет „Св. св. Кирил и Методий“.
От 1984 г. е преподавател по история на Византия и балканските държави през периода IV – XV век във Великотърновския университет, професор, доктор по история. От 1992 г. е бил хоноруван преподавател в различни университети (Пловдив, Шумен, Варна и др.). Участва в различни форуми и изяви на български общности в чужбина (Украйна, Молдова, Чехия, САЩ, Румъния, БЮР Македония, Западните Покрайнини, и др.). Научен секретар на Трудове на ВТУ (серия история), сп. „Епохи“, член на редколегиите и редактор на редица научни издания.
Сценарист и консултант на документални филми, посветени на българското минало и съдбата на българите в чужбина за БНТ, „Евроком“, СКАТ, „Дестинация България“ и др. През 2005 – 2008 води предаването „Студио история и култура“ на Национална радиомрежа „Фокус“. От юни 2003 г. е автор и водещ на предаването за история и култура Час по България на Национална телевизия Скат. От юли 2018 г. всеки петък публикува статии като водещ на седмичната рубрика „Мистериите на българските земи“ във в. „Труд“, поставяйки акцент на малко познати паметници, личности и събития. През 2018 и 2019 г. се включва в инициирания от проф. Николай Овчаров проект „Мисия България“, заедно с когото изнасят лекции за българското културно-историческо наследство пред учени, студенти, дипломати, приятели на България и представители на българските общности в над десет държави от Европа и Азия.
В периода 1998 – 2002 г. Пламен Павлов е председател на Държавната агенция за българите в чужбина. Работи за развитието на хоризонталните връзки между български дружества и организации от целия свят, като поставя акцент на т.нар. исторически общности в Украйна, Молдова, Румъния, Македония, Албания, Гърция, Западните покрайнини и др. Инициатор и участник в създаването на различни научни, културни и обществени проекти: серията от международни научни конференции и издания „Българите в Северното Причерноморие“ (от 1992), на издигането на паметници на кан Кубрат при с. Мала Перешчепина до Полтава (2001), на св. св. Кирил и Методий в Микулчице (Чехия) (2009), и др. Инициатор за създаването на наградата „Света Злата Мъгленска“ за българка на годината от общностите в чужбина (2009), на др. инициативи, насочени към утвърждаването на единството на българската нация и връзките на България с нейните общности извън днешните ѝ граници.
В периода 2014 – 2018 г. е член на Българска академия на науките и изкуствата. Председател на Кръг „Будител“ (от 2010 г.).
През 2016 година става председател на новосъздадения Център за медиевистични изследвания във Великотърновския университет. През 2018 г. е избран за председател на Фондация „Васил Левски“.

## Признание и отличия
На 22 март 2018 година Пламен Павлов е обявен за почетен гражданин на Велико Търново.
На 16 ноември 2020 година той е награден с орден Св. св. Кирил и Методий първа степен „за неговите големи заслуги в областта на образованието и популяризирането на българската история“. Отличието му е връчено официално на 11 февруари 2021 година от президента Румен Радев. Той е предложен за наградата от Министерския съвет.